# ヤギの塔

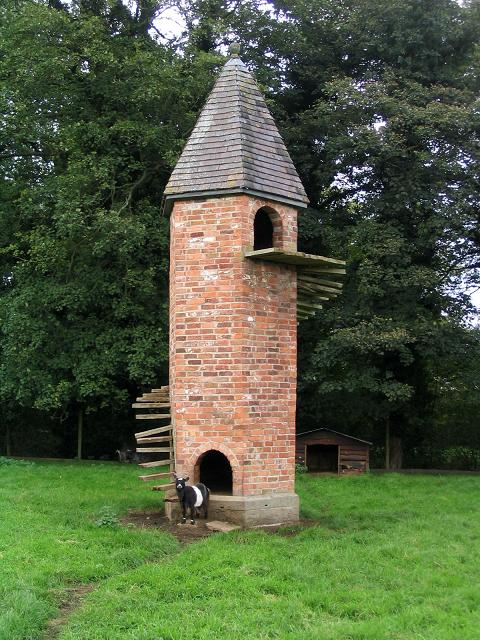
チャムリー城のヤギの塔

ヤギの塔（ヤギのとう）とはフォリーを模して装飾されたヤギ小屋である。このフォリーと呼ばれる小型の建築物の最初の例は19世紀のポルトガルに見られる。
有名なヤギの塔として、南アフリカのヤギの塔でフェアヴュー (Fairview) というワイナリーに20世紀に建築されたものが挙げられる。このヤギの塔に影響を受け、さまざまな複製が世界中に広まっていった。

## 最初のヤギの塔
最初のワイナリーのヤギの塔 (Torre das Cabras) はフェルナンド・ゲデス・ダ・シルバ・ダ・フォンセカ（Fernando Guedes da Silva da Fonseca、1871年 - 1946年）によってポルトガルのビーニョ・ベルデ (Vinho Verde) 地方において最も有名なワイナリーであったアヴェレダ (Aveleda) に建てられた。

## 代表的なヤギの塔
2番目となるヤギの塔は、1981年にチャールズ・バック (Charles Back) によって南アフリカのフェアヴュー（Fairview）に建てられた。このフェアヴューのワインとチーズ牧場とヤギの塔は、ワインの土地であるパールのランドマークとなっている。このヤギの塔は、この牧場を指す最もわかりやすい象徴であり、自社ブランドの顔ともなっている。フェアヴューでは750頭以上のザーネン種を飼育しており、これらのヤギから採れるヤギ乳からはチーズが作られる。このチーズには、この牧場で作成したことを示すラベルが貼られる。また、これらのヤギの中の選ばれた群れにだけ塔に住める権利が与えられる。このヤギの塔に影響を受け、さまざまな複製が世界中に広まっていった。

## ヤギの塔の広まり
イリノイ州の農家であるデビット・ジョンソン (David Johnson) はデキャンタ (雑誌)でフェアヴューの記事を見たのちに、約9.4 m (31フィート)のヤギの塔をシェルビー郡のファインダリー近郷に立てた。
また、別のヤギの塔にテネシー州のメンフィスに存在するビール・ストリート中のシルキー・オ・サリバンズ・バー (Silky O'Sullivan's bar) のアウトドア・シートエリアに建築されたものがある。ウィスコンシン州のワウナキーに存在するヤギのふれあい動物園には、エンドレス家によりヤギの塔が建てられた。このヤギの塔は地域の他の建築物と合うよう、バイエルン風にデザインされた。塔の所有者は、これがフェアヴュー、ファインダリー、メンフィス、エケビー (Ekeby) に次いで、五番目に建てられたヤギの塔だと発表した。